# 穆里亚什
穆里亚什是葡萄牙布拉干萨区的一个堂区。总面积22.43平方公里，总人口353人，人口密度15.7人/平方公里。